# Монтермини, Андреа
Андре́а Монтерми́ни (итал. Andrea Montermini, 30 мая 1964, Сассуоло, Модена) — итальянский автогонщик, участник чемпионатов мира по автогонкам в классе Формула-1.

## Биография
Начал карьеру автогонщика в 1987 году, когда выступал в серии Formula Boxer, первую гонку провёл на трассе в Монце (хотя, по утверждению российского автогонщика Сергея Злобина, в 27 лет стал выступать в картинге). По итогам сезона занял в Formula Boxer третье место. В 1989 году участвовал в итальянской Формуле-3 на Reynard 893 Alfa Romeo, где занял второе место на этапе в Монако и победил в Монце на заключительном этапе. В 1990 году перешёл в международную Формулу-3000, где в первом сезоне выступал за команду Mansell Madgwick. В своей первой гонке в серии, которая проходила на автодроме Донингтон Парк, показал лучшее время в квалификации, но через 12 кругов попал в аварию. На следующем же этапе приехал к финишу четвёртым. За оставшуюся часть сезона дважды поднялся на подиум, завоевав бронзу в Хересе и Ле-Мане (хотя иногда допускал в гонках ошибки). По итогам сезона занял восьмое место, набрав 13 очков. В Формуле-3000 Монтермини провёл и следующий сезон 1991 года (команда 3001 International): несмотря на сход в По из-за неисправности коробки передач (на тот момент Андреа шёл первым), ему удалось завоевать поул-позицию в Хоккенхайме и две бронзы. Однако по итогам сезона Монтермини занял только десятое место: во всех остальных гонках, кроме тех, где финишировал третьим, занимал либо места на грани первой десятки, либо сходил. В Формуле-3000 выступал до 1992 года, затем стартовал в американском чемпионате IndyCar. Его лучшим результатом в Indycar стало четвёртое место на этапе в Детройте в 1993 году.
В 1994 году заменял погибшего Роланда Ратценбергера в команде Формулы-1 Simtek. Дебют Монтермини должен был состояться на этапе в Испании, потом он должен был принять участие в Гран-при Канады, а после этого, по планам руководства, его сменил бы Жан-Марк Гунон. Однако уже в Испании Монтермини попал на тренировке в тяжёлую аварию, сломал ногу и получил несколько ушибов. После восстановления в июле 1994 года вновь вернулся в гонки IndyCar.
Вторая возможность закрепиться в Формуле-1 была предоставлена Монтермини в 1995 году, когда он стал основным пилотом команды Pacific. Дебютировал за неё на Гран-при Бразилии, где отстал от лидера на 6 кругов и занял 9 место. В последующих гонках Монтермини не удавалось финишировать: на Гран-при Аргентины он повредил подвеску, затем в двух гонках были проблемы с коробкой передач (в Испании Андреа даже не сумел выйти на старт). На Гран-при Монако пилот допустил ряд приведших к дисквалификации нарушений: совершил фальстарт и проигнорировал чёрные флаги. На этапе в Канаде на болиде Монтермини вновь произошла поломка коробки передач, во Франции он проиграл победителю 10 кругов и не был квалифицирован, в Великобритании сошёл из-за разворота. Дальше два этапа подряд гонщику удалось добраться до финиша: Монтермини занял 8 место на Гран-при Германии и 12 на Гран-при Венгрии, в первой гонке проиграв победителю 3 круга, а во второй 4. После этого пилоту так и не удастся финишировать в оставшихся Гран-при: в Бельгии причиной схода стало давление топлива, в Италии Монтермини попал на старте в аварию, в Португалии, на Гран-при Тихого океана и в Австралии сошёл из-за проблем с коробкой передач, на Гран-при Европы у него закончилось топливо, а в Японии добраться до финиша не удалось из-за разворота. За весь сезон Монтермини лишь четыре раза добрался до финиша, из них один финиш не был зачтён. Болиды его команды не отличались особой надёжностью, а напарник Андреа Бертран Гашо доезжал до финиша ещё реже. После сезона у «Пасифика» не осталось спонсоров и команда перестала существовать.
На следующий год (1996) перешёл в команду Формулы-1 Forti, пилоты которой были вынуждены по причине недостаточного финансирования команды выступать на медленных болидах прошлого года. В первой же гонке не уложился в 107% от времени лидера и не прошёл квалификацию, на втором этапе в Бразилии сошёл, проигрывая лидеру 4 круга. На Гран-при Аргентины Монтермини единственный раз в сезоне добрался до финиша, закончив гонку на десятой позиции в трёх кругах позади победителя. В двух последующих гонках пилоту вновь не удалось пройти квалификацию, в Монако он попал в аварию на прогревочном круге. В Испании и Великобритании Монтермини также не прошёл квалификацию, а в Канаде и Франции сошёл по разным причинам: на первом Гран-при был потерян балласт, на втором начались проблемы с электрикой. На Гран-при Великобритании 1996 года пилоты Forti не участвовали в свободных заездах, а в середине сезона команда прекратила существование. Монтермини — самый низкий гонщик, когда-либо выступавший в Формуле-1, его рост составляет 1 метр 57 сантиметров.
В 1997-1998 годах он стартовал в чемпионате спортивных автомобилей PSCR, в 1999 вновь выступал в IndyCar. С 2001 года участвует в чемпионате FIA GT.

## Результаты выступлений в Формуле-1
| Легенда к таблице |                                                                    |
| --- | ------------------------------------------------------------------ |
| В таблице перечислены результаты всех Гран-при Формулы-1, в которых принимал участие гонщик. Строками таблицы являются сезоны, столбцами — этапы чемпионата мира. В каждой клетке указаны сокращённое название этапа и результат, дополнительно обозначенный цветом. Расшифровка обозначений и цветов представлена в нижеследующей таблице. |                                                                    |
| \| Пример \| Описание \| \| ------------ \| ------------------------------------------------------------------ \| \| 1 \| Победитель \| \| 2 \| Второе место \| \| 3 \| Третье место \| \| 5 \| Финишировал, заработав очки \| \| Сход \| Не финишировал, но при этом заработал очки \| \| 12 \| Финишировал, не получив очков \| \| НКЛ \| Финишировал, но не попал в финальную классификацию \| \| 15 \| Участвовал вне зачёта, либо по отдельной классификации \| \| 18 \| Не финишировал, но попал в финальную классификацию \| \| Сход \| Не финишировал \| \| НКВ \| Не прошёл квалификацию \| \| НПКВ \| Не прошёл предквалификацию \| \| ДСК \| Дисквалифицирован \| \| ИСК \| Исключён из протокола соревнований \| \| ТТ \| Заявлен для участия только в тренировках \| \| НС \| Участвовал в квалификации, но не стартовал в гонке \| \| Т \| Травмирован или болен \| \| ОТК \| Отказ от участия \| \| НТР \| Прибыл на соревнования, но на трассу не выезжал \| \| НПР \| Был заявлен в числе участников, но не прибыл к началу соревнований \| \| О \| Соревнования отменены \| \| \| Не участвовал \| \| Поул-позиция \| \| \| Быстрый круг \| \| |                                                                    |
| Пример | Описание                                                           |
| 1 | Победитель                                                         |
| 2 | Второе место                                                       |
| 3 | Третье место                                                       |
| 5 | Финишировал, заработав очки                                        |
| Сход | Не финишировал, но при этом заработал очки                         |
| 12 | Финишировал, не получив очков                                      |
| НКЛ | Финишировал, но не попал в финальную классификацию                 |
| 15 | Участвовал вне зачёта, либо по отдельной классификации             |
| 18 | Не финишировал, но попал в финальную классификацию                 |
| Сход | Не финишировал                                                     |
| НКВ | Не прошёл квалификацию                                             |
| НПКВ | Не прошёл предквалификацию                                         |
| ДСК | Дисквалифицирован                                                  |
| ИСК | Исключён из протокола соревнований                                 |
| ТТ | Заявлен для участия только в тренировках                           |
| НС | Участвовал в квалификации, но не стартовал в гонке                 |
| Т | Травмирован или болен                                              |
| ОТК | Отказ от участия                                                   |
| НТР | Прибыл на соревнования, но на трассу не выезжал                    |
| НПР | Был заявлен в числе участников, но не прибыл к началу соревнований |
| О | Соревнования отменены                                              |
| | Не участвовал                                                      |
| Поул-позиция |                                                                    |
| Быстрый круг |                                                                    |

| Сезон | Команда | Шасси        | Двигатель | Ш | 1       | 2        | 3        | 4       | 5       | 6        | 7       | 8        | 9        | 10      | 11       | 12       | 13       | 14       | 15       | 16       | 17       | Место | Очки |
| ----- | ------- | ------------ | --------- | - | ------- | -------- | -------- | ------- | ------- | -------- | ------- | -------- | -------- | ------- | -------- | -------- | -------- | -------- | -------- | -------- | -------- | ----- | ---- |
| 1994  | Simtek  | Simtek S941  | Ford      | G | БРА     | ТИХ      | САН      | МОН     | ИСП НКВ | КАН      | ФРА     | ВЕЛ      | ГЕР      | ВЕН     | БЕЛ      | ИТА      | ПОР      | ЕВР      | ЯПО      | АВС      |          | -     | 0    |
| 1995  | Pacific | Pacific PR02 | Ford      | G | БРА 9   | АРГ Сход | САН Сход | ИСП     | МОН ДСК | КАН Сход | ФРА НКЛ | ВЕЛ Сход | ГЕР 8    | ВЕН 12  | БЕЛ Сход | ИТА Сход | ПОР Сход | ЕВР Сход | ТИХ Сход | ЯПО Сход | АВС Сход | -     | 0    |
| 1996  | Forti   | Forti FG01B  | Ford      | G | АВС НКВ | БРА Сход | АРГ 10   | ЕВР НКВ | САН НКВ |          |         |          |          |         |          |          |          |          |          |          |          | -     | 0    |
| 1996  | Forti   | Forti FG03   | Ford      | G |         |          |          |         |         | МОН НС   | ИСП НКВ | КАН Сход | ФРА Сход | ВЕЛ НКВ | ГЕР НС   | ВЕН      | БЕЛ      | ИТА      | ПОР      | ЯПО      |          | -     | 0    |